# Шпилечный патрон
Шпилечный патрон — разновидность унитарного патрона со специальной конструкцией воспламенения в виде вмонтированного в гильзу стерженька (шпильки).

## Конструкция
На боковой поверхности гильзы (у её дна) шпилечного патрона устанавливалась специальная деталь в виде маленького металлического и острого с одного конца стержня (шпильки), причём острый конец располагался внутри гильзы перед ударным составом. Другая сторона шпильки выходила наружу гильзы.
Для воспламенения состава и производства выстрела необходимо было произвести удар по наружному концу шпильки, при этом острый конец шпильки ударял по капсюлю, инициируя воспламенение пороха внутри гильзы.

## Применение
Шпилечные патроны применялись в специально для них разработанном оружии, главным образом револьверах, которые назывались «шпилечными». В них предусматривалось специальное устройство курка, который мог ударять по шпилькам, а также иногда защитных устройств, которые предохраняли шпильки от случайного удара.
Впервые револьверы под шпилечные патроны были созданы во Франции парижским оружейником Э. Лефоше — сыном К. Лефоше (французская военная модель 1853 г.). Эти револьверы стали образцами для подражания в Австро-Венгрии, Германии, Испании и др. Кроме того под шпилечные патроны изготовлялись т. н. «пепербоксы» — «бесствольные» револьверы.
Кроме револьверов фирмой Эжена Лефоше и её бельгийским филиалом под шпилечные патроны выпускались также и ружья, но, несмотря на достаточно высокую скорострельность, не получили широкого распространения (такие ружья во избежания большой массы производились только под пули калибром не более 9-12 мм).
В наши дни шпилечные патроны используются в миниатюрном оружии, где боеприпасы центрального или даже кольцевого воспламенения сделать затруднительно. К примеру компания Berloque выпускает пистолет и патрон калибра 2 мм.

## История
В 1836 году Казимир Лефоше предложил шпилечный патрон с картонной гильзой. Позже он создаёт первое оружие под сконструированный им патрон — т. н. «бундельревольвер», образец которого успешно выставлялся в Лондоне. Появление шпилечных патронов привело к началу применения унитарных патронов (унитарные патроны с игольчатыми ударными механизмами, предложенными немецким оружейником Дрейзе в 1827 году широкого распространения для револьверов не получили из-за их громоздкости, хотя отдельные образцы игольчатых револьверов были выпущены). Но вскоре шпилечные патроны, имея существенные недостатки стали вытесняться патронами кругового воспламенения, а затем — унитарными патронами центрального боя (предложены в 1861 году французом Патте и усовершенствованы англичанином Боксёром). Всё же шпилечные револьверы изготовлялись и применялись вплоть до начала XX века.
Сегодня шпилечные патроны и оружие под них все еще производятся.

## Недостатки
- Необходимость заряжания шпилечных патронов в специальном порядке, чтобы шпильки находились напротив курка — установка патронов в специальные вырезы в барабане револьвера (что требовало от стрелка определённых навыков).
- Опасность для стрелка при пользовании, поскольку случайный удар по торчащим наружу шпилькам мог спровоцировать выстрел или взрыв патрона в каморе (если она находилась не напротив канала ствола). Применение же для исключения этого явления бортиков было малоэффективным, а кольцеобразные щитки увеличивали массу и габариты оружия.
- Шпилечные патроны не всегда обеспечивали должную обтюрацию, что способствовало прорыву пороховых газов между стволом и каморой.
- Трудность извлечения стрелянных гильз из камор (особенно при их «раздутии»).